# Гай, Александр Дмитриевич
Александр Дмитриевич Гай (укр. Олександр Дмитрович Гай; 8 августа 1914, Екатеринослав — 14 ноября 2000, Львов) — советский, украинский актёр театра и кино, мастер художественного слова (чтец), педагог. Народный артист СССР (1977).

## Биография
Александр Гай родился 26 июля (8 августа) 1914 года в Екатеринославе (ныне Днепр, Украина).
В 1929—1932 годах — актёр Днепропетровского драматического театра им. Т. Г. Шевченко.
В 1933—1936 годах учился в Школе-студии МХАТа 2-го у С. Г. Бирман и Музыкальном училище им. А. К. Глазунова (1933—1938, класс педагога-вокалиста В. М. Беляевой-Тарасевич) в Москве.
В 1936—1938 годах, одновременно с учёбой в музыкальном училище — актёр Московского драматического театра им. М. Н. Ермоловой под руководством Н. П. Хмелёва.
С 1938 года, находясь на службе в РККА, работал в Краснознамённом ансамбле красноармейской песни и пляски СССР под управлением А. В. Александрова (ныне Ансамбль песни и пляски Российской армии имени А. В. Александрова), в 1941—1945 годах — во фронтовых бригадах.
В 1945—1947 годах — актёр театра Дзержинского района Москвы. С 1947 года — актёр Львовского украинского драматического театра им. М. К. Заньковецкой.
С 1949 года — преподаватель студии при Львовском украинском драматическом театре им. М. К. Заньковецкой. С 1949 года — преподаватель, старший преподаватель, доцент, заведующий кафедрой оперной подготовки, режиссёр оперной студии Львовской консерватории им. Н. В. Лысенко (ныне Львовская национальная музыкальная академия имени Николая Лысенко) (с 1977 года — профессор). Среди учеников — Б. Ступка, Л. Кадырова, Н. Лотоцкая.
Осуществил многочисленные записи на украинском радио поэзии Т. Шевченко, И. Франко, М. Рыльского, П. Тычины и др.
Автор ряда статей в сборниках: «На крыльях современности» (Л., 1963), «В помощь самодеятельности» (К., 1971).
В 1958 году окончил исторический факультет Львовского университета им. И. Я. Франко, в 1969 году — актёрский факультет Высшего театрального училища им. Б. В. Щукина в Москве.
Председатель правления Львовского отделения Украинского театрального общества. Член Союза журналистов Украины (с 1963).
Член ВКП(б) с 1939 года.
Ушел из жизни во Львове 14 ноября 2000 года (на могильной плите указано 8.08.1914 — 14.11.2001, хотя некролог опубликован в журнале «Театральна бесіда» 2000 г. N2(8)). Похоронен на Лычаковском кладбище.

### Семья
- Отец — Дмитрий Титович (1882—1953), рабочий Днепропетровского металлургического завода им. Петровского
- Мать — Ульяна Александровна (1882—1973), домохозяйка
- Первая жена — Лидия Яковлевна Чистопольская (1913—2004), певица
- Вторая жена — Лидия Васильевна (1924—?), певица Государственной заслуженной хоровой капеллы Украины «Трембита»
- Дочь — Наталья (р. 1938), искусствовед, филолог русского языка (Москва). В настоящее время пенсионер (Киев).
- Сын — Кирилл (1964—1986)

## Звания и награды
- Заслуженный артист Украинской ССР (1951)[5]
- Народный артист Украинской ССР (1956)
- Народный артист СССР (1977)
- Государственная премии Украинской ССР им. Т. Г. Шевченко (1971) — за исполнение роли М. М. Коцюбинского в фильме «Семья Коцюбинских»
- Орден «Знак Почёта» (1960)[2]
- Медали[2]
- Почётная грамота Президиума Верховного Совета Украинской ССР (1984) — за заслуги в развитии советского театрального искусства и активное участие в общественной жизни.
- Театральная премия им. А. Бучмы (1994)

## Творчество

### Роли в театре
- 1956 — «Кремлёвские куранты» Н. Ф. Погодина — Ленин
- 1959 — «Гамлет» У. Шекспира — Гамлет
- 1964 — «Третья патетическая» Н. Ф. Погодина — Ленин
- 1964 — «Покушение на Прометея» В. Уславнова — Ленин
- 1966 — «Васса Железнова» М. Горького — Прохор
- «Мещане» М. Горького — Нил
- «Моцарт и Сальери» А. С. Пушкина — Сальери
- «Дядя Ваня» А. П. Чехова — Астров
- «Свадьба Кречинского» А. В. Сухово-Кобылина — Кречинский
- «Бесталанная» И. К. Карпенко-Карого — Гнат
- «Между ливнями» А. П. Штейна — Ленин
- «Калиновая роща» А. Е. Корнейчука — Верба
- «Гибель эскадры» А. Е. Корнейчука — боцман Бухта
- «Любовь на рассвете» Я. А. Галана — отец Юлиан
- «Тарас Бульба» Б. Ф. Тягно по Н. В. Гоголю — Андрей
- «Сорочинская ярмарка» по Н. В. Гоголю — Дяк
- «Смерть Тарелкина» А. В. Сухово-Кобылина — Варравин
- «Правда» А. Е. Корнейчука — Ленин
- «Борислав смеётся» Б. Ф. Тягно по И. Я. Франко — молодой Гольдкремер
- «Это было под Ровно» по Д. Н. Медведеву — Н. Кузнецов[6]
- «Женитьба Белугина» А. Н. Островского и Н. Я. Соловьёва — Белугин
- «Пока солнце взойдёт — роса очи выест» М. Л. Кропивницкого — Гордей
- «Учитель танцев» Л. де Веги — Альдемаро
- «Чайка» А. П. Чехова — Тригорин
- «Гайдамаки» по Т. Г. Шевченко — Лейба
- «Маруся Чурай» Л. В. Костенко — Галерник

### Фильмография
1. 1940 — Возвращение — Илько Боруш
2. 1959 — Григорий Сковорода — Григорий Сковорода
3. 1960 — Возвращение — Илько Горуля
4. 1960 — Кровь людская — не водица — Погиба
5. 1961 — Дмитро Горицвит — Погиба
6. 1961 — Украинская рапсодия — Вайнер
7. 1962 — Пилипко (новелла в киноальманахе «Звёздочка») — командир полка красных казаков
8. 1962 — Цветок на камне — отец Люды
9. 1964 — Ключи от неба — майор Оленин
10. 1964 — Тени забытых предков — Петро Палийчук
11. 1965 — Акваланги на дне — Егор Андреевич, режиссёр снимающейся картины
12. 1965 — Ярость — полковник Селянинов
13. 1967 — Туманность Андромеды — Пур Хисс
14. 1968 — Ошибка Оноре де Бальзака — доктор Кноте
15. 1969 — Сокровища пылающих скал — старпом
16. 1969 — Остров Волчий — полковник полярной авиации
17. 1970 — Крутой горизонт
18. 1970 — Мир хижинам — война дворцам — Грушевский
19. 1970 — Семья Коцюбинских — Михаил Коцюбинский
20. 1971 — Второе дыхание — эпизод
21. 1972 — Только ты — капитан Александр Дмитриевич
22. 1973 — Не пройдет и года… — Виктор Семенов
23. 1973 — Новоселье — Бронон
24. 1975 — Среди лета — Скорина
25. 1976 — Дума о Ковпаке — Санин
26. 1976 — Эквилибрист — Данила Иванович, директор цирка
27. 1976 — По секрету всему свету — Николай Иванович, бульдозерист
28. 1977 — Право на любовь — Дмитрий Коваль
29. 1978 — Агент секретной службы — профессор
30. 1980 — От Буга до Вислы — поляк-крестьянин с Георгиевским крестом
31. 1982 — Тайны святого Юра
32. 1985 — Мы обвиняем — адвокат Гринев
33. 1993 — Преступление со многими неизвестными — Симонович
34. 1995 — Приговор (новелла в фильме «Остров любви») — Терентий Цвик, судья в отставке

#### Озвучивание
- 1975 — Белый пароход — Орозкул

## Память
- О жизни и творчестве актёра снят фильм «Александр Гай» (1999, режиссёр О. Бийма).